# Luciano de Antioquia
Luciano de Antioquia (ca. 240 ─ 7 de janeiro de 312[a]), conhecido também como Luciano, o mártir, foi um presbítero cristão, um teólogo e um mártir. Ele era conhecido tanto por sua erudição quanto por piedade ascética.

## História
De acordo com a Suda (enciclopédia bizantina), Luciano nasceu em Samósata, capital do reino de Comagena (Síria), de pais cristãos, e foi educado na vizinha cidade de Edessa, Mesopotâmia, na escola de um certo Macário. Porém, esta tradição pode ser derivada de uma mistura com a história de seu famoso homônimo, Luciano de Samósata, o sátiro do século II EC.
Em Antioquia, Luciano foi ordenado presbítero. Eusébio de Cesareia destaca sua erudição teológica  e a Vita de Luciano (escrita após 327) reporta que ele fundou uma Didaskaleion, uma escola. Estudiosos seguindo Adolf von Harnack entendem que ele foi o primeiro reitor da Escola de Antioquia, com ligações com os teólogos posteriores Diodoro de Tarso e Teodoro de Mopsuéstia, mas esta alegação não está relatada em nenhuma fonte sobrevivente.
Após a deposição do bispo de Antioquia Paulo de Samósata, ele se tornou suspeito de heresia e foi excomungado. De acordo com Alexandre de Alexandria, ele continuou cismático durante os episcopados de três bispos, Dono I, Timeu e Cirilo I, cujas administrações se estenderam de 268 até 303. Luciano se reconciliou com a Igreja ou no início do episcopado de Cirilo (talvez por volta de 285), o que parece mais provável, ou sob o sucessor de Cirilo, Tirânio.
Durante a perseguição de Maximino Daia, Luciano foi preso em Antioquia e enviado à Nicomédia, onde ele suportou diversas torturas por mais de nove anos de prisão. Ele foi duas vezes levado para exame e em ambas se defendeu habilmente e recusou-se a renunciar à sua fé cristã.
Sua morte é incerta. Ela pode ter sido resultado de inanição. Outra possibilidade, mais provável, é que ele tenha sido decapitado. A data tradicionalmente atribuída para sua execução é 7 de janeiro de 312, na Nicomédia. Há uma tradição mais recente e de origem incerta de que ele foi afogado no mar e que seu corpo teria retornado à terra com a ajuda de um golfinho.
Ele foi enterrado em Drépano, no golfo da Nicomédia, que depois foi renomeada Helenópolis para honrar Santa Helena, mãe de Constantino, o grande.
Ele é também comemorado como santo, com a sua festa em 7 de janeiro.

## Teologia

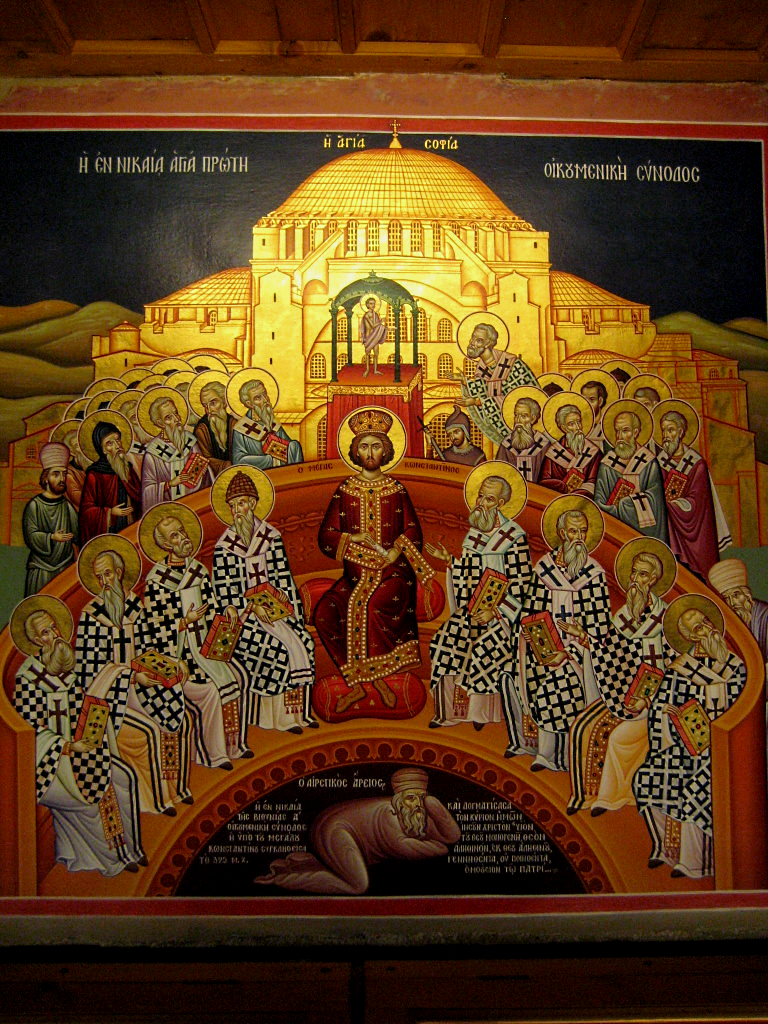
Primeiro Concílio de Niceia, que condenou Ário (visto abaixo)

A posição teológica de Luciano é um tema de disputa. Tentativas de reconstruir sua teologia pelas fontes sobreviventes levaram a resultados contraditórios.
Como Ário chamou Eusébio de Nicomédia de "sylloukianistes" ('colucianista') numa carta, a teologia de Luciano passou a ser associada com a controvérsia ariana (veja também Arianismo). Seguindo Harnack, muitos estudiosos interpretaram a palavra (que aparece apenas uma única vez) como denotando uma escola teológica e consideraram que não apenas Eusébio, mas também Ário e outros líderes arianos (entre eles Maris, Teógnis e Astério) como sendo pupilos de Luciano e transferiram para ele os pontos de vista arianos.. O primeiro autor a claramente atestar esta relação de professor / aluno para alguns dos simpatizantes do arianismo - mas não para Ário e seus associados mais próximos - foi o historiador da Igreja anomoeano Filostórgio.
Outros interpretaram a palavra como indicando não uma relação teológica, mas uma veneração especial dedicada à Luciano por Eusébio, que, naquele tempo, liderava a igreja da Nicomédia, o lugar do martírio de Luciano. A veneração de Luciano aumentou durante a segunda metade do reinado de Constantino, em particular por causa do patronato da imperatriz Helena.
Oponentes do Arianismo, como Alexandre de Alexandria, contiveram esta veneração lembrando do passado cismático de Luciano. Marcus Victorinus identificou o partido de Eusébio com Luciano. Epifânio associou Luciano com pontos de vista heréticos sobre a alma humana de Cristo defendidos pelos arianos (mas também por outros) e relata que os arianos veneravam Luciano como seu mártir e que Luciano viveu com Eusébio na Nicomédia.
Associado ao nome de Luciano está também o "Credo da Dedicação", que passou no Concílio de Antioquia em 341. Esta associação era desconhecida para Atanásio de Alexandria e Hilário de Poitiers, mas conhecida e aceita por escritores posteriores. Ele foi provavelmente proposto pelos que defendiam a homoousia (consubstancialidade) durante a controvérsia ariana, em oposição aos que defendiam a homoia (Acacianos), suportada pelo imperador Constâncio II, os primeiros reivindicaram o legado de Luciano par si e adotaram a definição de 341 como seu credo .
Outras tentativas de reconstruir a teologia de Luciano iniciaram com Paulo de Samósata, cuja rejeição das tendências alegorizantes da Escola de Alexandria e, especialmente, das de Orígenes, foi transferida para Luciano.
Como estas identificações criaram uma visão contraditória de Luciano, alguns estudiosos propuseram a existência de dois "Lucianos", o primeiro como um seguidor de Paulo de Samósata e o segundo, o mártir, um teólogo da tradição origenista e professor de Ário. Porém, esta proposta foi, até agora, rejeitada.
Qualquer que seja a teologia, sua condição de mártir e santo não foi impactada por preocupações de ortodoxia doutrinária. Nas palavras de Philip Schaff: 
| “ | Os relatos contraditórios podem ser facilmente reconciliados se assumirmos que Luciano era um estudioso crítico com alguns pontos de vista peculiares sobre a Trindade e a Cristologia, que não estavam em harmonia com o posterior Credo de Niceia, mas que ele limpou todas as manchas pela sua heróica confissão de fé e martírio | ” |
|   | — Philip Schaff, História da Igreja Cristã. |   |

## Texto bíblico
Luciano também é frequentemente creditado com a revisão do texto da Septuaginta e o Novo Testamento Grego, que posteriormente foi utilizado por Crisóstomo e os padres gregos posteriores, e onde reside a base do textus receptus
Em De Viris Illustribus (cap. 77) afirma que "Diversas obras suas, 'Sobre a Fé' e curtas epístolas para diversas pessoas ainda existem". Além disso, São Jerônimo menciona que cópias da Bíblia eram conhecidas em seu tempo como "exemplaria Lucianea", o que reforçaria opinião sobre a revisão.